# Hans-Joachim Hahn (Autor)
Hans-Joachim Hahn (* 24. Dezember 1950) ist Autor, Dolmetscher, Dozent und Netzwerker.

## Leben
Hahn studierte Anglistik und Sportwissenschaft. Seit dem Abschluss mit Staatsexamen ist er tätig in der gemeinnützigen Erwachsenenbildung. Von 1984 bis 1989 war er der Direktor von Campus für Christus Deutschland. 1996 gründete er ein Professorenforum, das als Netzwerk von Hochschullehrern zum Ziel hat, den respektvollen und toleranten Umgang in der akademischen Kultur trotz gegensätzlicher weltanschaulicher Überzeugungen zu kultivieren und zu fördern. Hahn ist auch Dozent für Wirtschaftsethik und hat als Simultan- und Bühnendolmetscher internationale Koryphäen wie Brian Tracy übersetzt. Seit 2021 arbeitet er mit dem Verein Truth and Transformation e. V. mit internationalen Partnern an einem digitalen Bildungskonzept, das an einer Biblischen Weltanschauung orientiert ist.

## Werke
- mit Lutz Simon: Höllensturz und Hoffnung: Warum unsere Zivilisation zusammenbricht und wie sie sich erneuern kann. Olzog, München 2013, ISBN 978-3-7892-8197-6.
- Autor: Umkehr in Babylon Erzählung, Brockhaus, Wuppertal / Zürich 1991; 2. Aufl. Johannis, Lahr, 1995.